# Ralf Lungershausen
Ralf Lungershausen (* 6. Februar 1963 in Brake (Unterweser)) ist ein Brigadegeneral des Heeres der Bundeswehr und seit April 2023 stellvertretender Kommandeur Logistikkommando der Bundeswehr in Erfurt.

## Militärische Laufbahn

### Ausbildung und erste Verwendungen
Ralf Lungershausen trat 1983 in die Bundeswehr und wurde von 1984 bis 1985 zum Offizier ausgebildet, danach studierte er bis 1988 Elektrotechnik an der Universität der Bundeswehr München in Neubiberg bei München. Seine erste Verwendung nach dem Studium führte ihn als Zugführer in der Panzerjägerkompanie 320 nach Schwanewede, bereits 1989 wurde er aber als Zugführer in die 4. Kompanie des Instandsetzungsbataillons 3 nach Stade versetzt. An eine Sprachausbildung in Russisch beim Bundessprachenamt in Hürth schloss sich eine Verwendung als Rüstungskontrolloffizier beim Zentrum für Verifikationsaufgaben der Bundeswehr in Bad Ems und Geilenkirchen an. 1993 wurde er Hörsaalleiter in der Lehrgruppe A der Technischen Schule des Heeres/Fachschule des Heeres für Technik in Aachen und Eschweiler und 1994 Kompaniechef der 3. Kompanie des Instandsetzungsbataillons 132 in Hohenmölsen; 1996 schloss sich der Lehrgang für den Generalstabs-/Admiralstabsdienst national an der Führungsakademie der Bundeswehr in Hamburg an.

### Dienst als Stabsoffizier
Nach Abschluss des Generalstabslehrgangs wurde Lungershausen für zwei Jahre bis 2000 als G4-Stabsoffizier im Heeresunterstützungskommando in Mönchengladbach und Koblenz verwendet, bevor er die britische Generalstabsausbildung in Shrivenham absolvierte und 2001 Referent im Führungsstab des Heeres (Abteilung II 4) im Bundesministerium der Verteidigung in Bonn wurde. 2003 ernannte man ihn zum Bataillonskommandeur des Instandsetzungsbataillons 3 (später umbenannt in Logistikbataillon 3) in Rotenburg (Wümme), 2005 zum Dezernatsleiter G 4 im Bereich „Logistische Führung/Grundsatz“ im Heeresführungskommando in Koblenz und 2007 zum Dezernatsleiter für Auslandseinsätze und Übungen im Streitkräfteunterstützungskommando in Köln. 2008 wurde er schließlich Leiter Logistik und Abteilungsleiter Supply Chain Management im Logistikzentrum der Bundeswehr in Wilhelmshaven. Es folgten 2010 bis 2015 Verwendungen  als Gruppenleiter im Streitkräfteunterstützungskommando und als Referatsleiter in der Abteilung Planung im Bundesministerium der Verteidigung.

### Dienst als General
Im Juni 2015 wurde Lungershausen als Nachfolger von Brigadegeneral Michael Hochwart Kommandeur der Technischen Schule Landsysteme und Fachschule des Heeres für Technik und General der Heereslogistiktruppen, einher ging seine Beförderung zum Brigadegeneral; die Einrichtung wurde im Juli 2015 in Ausbildungszentrum Technik Landsysteme umbenannt. Dieses Kommando übergab er am 23. März 2018 an Oberst Klaus-Dieter Cohrs um als Nachfolger von Brigadegeneral Stefan Linus Fix zum 1. April 2018 Unterabteilungsleiter Planung II im Bundesministerium der Verteidigung in Bonn zu werden. Im Mai 2020 wurde Lungershausen Geschäftsführer der Heeresinstandsetzungslogistik. Am 24. Mai 2022 wurde er als Geschäftsführer abberufen. Seit April 2023 ist Lungershausen als Nachfolger von Brigadegeneral Robert Wilhelm stellvertretender Kommandeur des Logistikkommandos der Bundeswehr in Erfurt.

### Einsätze
- 2005 Führer Kontingenteinheiten und stellvertretender Chef des Stabes VII. Einsatzkontingent ISAF, Kabul

### Auszeichnungen
- 2000 Ehrenkreuz der Bundeswehr in Silber
- 2005 Einsatzmedaille der Bundeswehr ISAF
- 2005 NATO-Medaille ISAF

## Privates
Lungershausen hat ein Kind.